# Joseph Aumer
Joseph Aumer (* 18. April 1835 in München; † 28. April 1922 ebenda) war ein deutscher Orientalist und Bibliothekar.

## Leben
Nach dem Abitur 1854 am Wilhelmsgymnasium München studierte Aumer Philologie und Orientalistik. 1857 kam er als Praktikant an die Kgl. Hof- und Staatsbibliothek in München. Er katalogisierte und beschrieb 1866 die arabischen, osmanischen und persischen Handschriften der Sammlung (Catalogus codicum manu scriptorum Bibliothecae Monacensis). Von 1898 bis 1909 war er dort Oberbibliothekar.
1906 wurde Aumer der Orden vom Heiligen Michael dritter Klasse verliehen. Drei Jahre später, im April 1909, ging Aumer in den Ruhestand. Für seine Leistungen als Oberbibliothekar wurde ihm das Ehrenkreuz des Ludwigsordens verliehen. Die Bibliothekare Max Koestler und Georg Leidinger traten Aumers Nachfolge an.
Aumer erhielt Briefe von Richard Pischel, Max von Pettenkofer, Hartwig Derenbourg, William MacGuckin de Slane und Charles Daremberg. Er schrieb Briefe an Karl Zettel, Heinrich Brunn, Konrad Hofmann und Hans Schnorr von Carolsfeld.

## Schriften
- Initia librorum patrum Latinorum: sumptibus Academiae Caesareae Vindobonensis. Wien: Gerold 1865. (Digitalisat)
- Die arabischen Handschriften der K. Hof- und Staatsbibliothek in München. In: Königliche Hof- und Staatsbibliothek zu München. Catalogus codicum manu scriptorum Bibliothecae Regiae Monacensis. München: Palm’sche Hofbuchhandlung 1866. (Digitalisat)
- Die persischen Handschriften der K. Hof- und Staatsbibliothek in München. In: Königliche Hof- und Staatsbibliothek zu München. Catalogus codicum manu scriptorum Bibliothecae Regiae Monacensis. München: Palm’sche Hofbuchhandlung 1866. (Digitalisat)
- Verzeichniss der orientalischen Handschriften der K. Hof- und Staatsbibliothek in München [...]. In: Königliche Hof- und Staatsbibliothek zu München. Catalogus codicum manu scriptorum Bibliothecae Regiae Monacensis. München: Palm’sche Hofbuchhandlung 1875. (Digitalisat)